# Neostrinatina mixoppia
Neostrinatina mixoppia är en kvalsterart som beskrevs av Sandór Mahunka 1979. Neostrinatina mixoppia ingår i släktet Neostrinatina och familjen Oppiidae. Inga underarter finns listade i Catalogue of Life.